# Дейл-Сіті (Вірджинія)
Дейл-Сіті (англ. Dale City) — переписна місцевість (CDP) в США, в окрузі Принс-Вільям штату Вірджинія. Населення — 72 088 осіб (2020).

## Географія
Дейл-Сіті розташований за координатами 38°38′56″ пн. ш. 77°20′46″ зх. д. / 38.64889° пн. ш. 77.34611° зх. д. (38.648912, -77.346003).  За даними Бюро перепису населення США в 2010 році переписна місцевість мала площу 36,92 км², з яких 36,86 км² — суходіл та 0,06 км² — водойми.

## Демографія
Згідно з переписом 2010 року, у переписній місцевості мешкало 65 969 осіб у 20 005 домогосподарствах у складі 15 888 родин. Густота населення становила 1787 осіб/км².  Було 20922 помешкання (567/км²).
Расовий склад населення:
| - 45,4 % — білих - 28,6 % — чорних або афроамериканців - 7,6 % — азіатів - 0,7 % — корінних американців - 0,2 % — вихідців з тихоокеанських островів - 11,7 % — осіб інших рас |

До двох чи більше рас належало 5,8 %. Частка іспаномовних становила 26,8 % від усіх жителів.
За віковим діапазоном населення розподілялося таким чином: 29,2 % — особи молодші 18 років, 65,0 % — особи у віці 18—64 років, 5,8 % — особи у віці 65 років та старші. Медіана віку мешканця становила 32,4 року. На 100 осіб жіночої статі у переписній місцевості припадало 97,9 чоловіків;  на 100 жінок у віці від 18 років та старших — 95,1 чоловіків також старших 18 років.
Середній дохід на одне домашнє господарство  становив 101 860 доларів США (медіана — 85 462), а середній дохід на одну сім'ю — 105 586 доларів (медіана — 89 707). Медіана доходів становила 52 402 долари для чоловіків та 45 017 доларів для жінок. За межею бідності перебувало 7,3 % осіб, у тому числі 12,6 % дітей у віці до 18 років та 4,2 % осіб у віці 65 років та старших.
Цивільне працевлаштоване населення становило 36 702 особи. Основні галузі зайнятості: освіта, охорона здоров'я та соціальна допомога — 17,8 %, науковці, спеціалісти, менеджери — 15,3 %, роздрібна торгівля — 12,0 %, публічна адміністрація — 11,8 %.